# Crab Mound
Crab Mound är en bergstopp i Antarktis. Den ligger i Sydshetlandsöarna. Argentina, Chile och Storbritannien gör anspråk på området. Toppen på Crab Mound är 140 meter över havet.
Terrängen runt Crab Mound är lite kuperad. Havet är nära Crab Mound åt sydost. Trakten är obefolkad. Det finns inga samhällen i närheten. 